# Gran Premio de Minsk
El Gran Premio de Minsk, es una carrera ciclista profesional bielorrusa disputada en Minsk y sus alrededores.
Creada en 2015 forma parte del UCI Europe Tour, dentro de la categoría 1.2 (última categoría del profesionalismo). 

## Palmarés
| Año  | Ganador          | Segundo          | Tercero            |           |
| ---- | ---------------- | ---------------- | ------------------ | --------- |
| 2015 | Siarhei Papok    | Roman Maikin     | Vasyl Malynivskyi  |           |
| 2016 | Siarhei Papok    | Andris Smirnovs  | Yauheni Hutarovich |           |
| 2017 | Yauheni Karaliok | Norman Vahtra    | Emīls Liepiņš      |           |
| 2018 | Nikolai Shumov   | Marek Rutkiewicz | Yauheni Akhramenka |           |
| 2019 | Norman Vahtra    | Martin Laas      | Geórgios Boúglas   |           |
| 2020 | cancelada        | cancelada        | cancelada          | cancelada |
| 2021 | cancelada        | cancelada        | cancelada          | cancelada |

## Palmarés por países
| País        | Victorias |
| ----------- | --------- |
| Bielorrusia | 4         |
| Estonia     | 1         |